# Бобові руди
Бобові руди — скупчення мінеральних утворень округлої форми з високим вмістом заліза, марганцю, алюмінію. Розмір окремих бобовин — від ікринки до невеликого горіха; внутрішня будова їх суцільна, концентрична, рідко радіальна. Утворюються при випаданні гідратів окисів заліза, марганцю, алюмінію з водного середовища у вигляді колоїдних осадів. Прикладом бобових руд є залізні руди лімонітового складу, які зустрічаються в озерах і болотах північної і середньої частини Східної Європи, в тому числі в українському Поліссі.